# Liste der dänischen Abgeordneten zum EU-Parlament (2019–2024)
Die Liste der dänischen Abgeordneten zum EU-Parlament (2019–2024) listet alle dänischen Mitglieder des 9. Europäischen Parlamentes nach der Europawahl in Dänemark 2019 auf.

## Aktuelle Mandatsstärke der Parteien
- GUE/NGL: 1
- S&D: 3
- G/EFA: 2
- RE: 6
- EVP: 1
- ID: 1

| Nationale Partei                 | Mandate | Fraktion                                                                               |
| -------------------------------- | ------- | -------------------------------------------------------------------------------------- |
| Venstre (V)                      | 03      | Renew Europe (RE)                                                                      |
| Radikale Venstre (B)             | 01      | Renew Europe (RE)                                                                      |
| Parteilose Abgeordnete           | 01      | Renew Europe (RE)                                                                      |
| Moderaterne (M)                  | 01      | Renew Europe (RE)                                                                      |
| Socialdemokraterne (A)           | 03      | Fraktion der Progressiven Allianz der Sozialdemokraten im Europäischen Parlament (S&D) |
| Socialistisk Folkeparti (F)      | 02      | Die Grünen/Europäische Freie Allianz (G/EFA)                                           |
| Det Konservative Folkeparti (C)  | 01      | Fraktion der Europäischen Volkspartei (EVP)                                            |
| Dansk Folkeparti (O)             | 01      | Fraktion Identität und Demokratie (ID)                                                 |
| Enhedslisten – de rød-grønne (Ø) | 01      | Die Linke im Europäischen Parlament – GUE/NGL                                          |
| SUMME                            | 14      |                                                                                        |

## Abgeordnete
| Bild | Name                     | geb. | MEP seit      | Partei     | Fraktion | Kommentar |
| ---- | ------------------------ | ---- | ------------- | ---------- | -------- | --- |
|      | Margrete Auken           | 1945 | 2. Juli 2019  | F          | G/EFA    | |
|      | Asger Christensen        | 1958 | 2. Juli 2019  | V          | RE       | |
|      | Niels Fuglsang           | 1985 | 2. Juli 2019  | A          | S&D      | |
|      | Søren Gade               | 1963 | 2. Juli 2019  | V          | RE       | ausgeschieden am 14. November 2022, Nachrücker: Bergur Løkke Rasmussen                                                                          |
|      | Morten Helveg Petersen   | 1966 | 2. Juli 2019  | B          | RE       | |
|      | Peter Kofod              | 1990 | 2. Juli 2019  | O          | ID       | ausgeschieden am 14. November 2022, Nachrücker: Anders Primdahl Vistisen                                                                        |
|      | Morten Løkkegaard        | 1964 | 2. Juli 2019  | V          | RE       | |
|      | Karen Melchior           | 1980 | 2. Juli 2019  | Bparteilos | RE       | Parteiaustritt im August 2022 |
|      | Kira Marie Peter-Hansen  | 1998 | 2. Juli 2019  | F          | G/EFA    | Karsten Hønge nahm sein Mandat nicht an. |
|      | Erik Poulsen             | 1967 | 22. Nov. 2022 | V          | RE       | Nachrücker für Linea Søgaard-Lidell |
|      | Bergur Løkke Rasmussen   | 1990 | 22. Nov. 2022 | VM         | RE       | Nachrücker für Søren Gade; Parteiwechsel im März 2023                                                                                           |
|      | Christel Schaldemose     | 1967 | 2. Juli 2019  | A          | S&D      | |
|      | Linea Søgaard-Lidell     | 1987 | 1. Feb. 2020  | V          | RE       | ausgeschieden am 14. November 2022, Nachrücker: Erik Poulsen                                                                                    |
|      | Nikolaj Villumsen        | 1983 | 2. Juli 2019  | Ø          | GUE/NGL  | |
|      | Marianne Vind            | 1974 | 2. Juli 2019  | A          | S&D      | Jeppe Kofod nahm sein Mandat nicht an, nachdem er als dänischer Außenminister ernannt wurde. Sein Verzicht wurde am 2. Juli 2019 rechtskräftig. |
|      | Anders Primdahl Vistisen | 1987 | 22. Nov. 2022 | O          | ID       | Nachrücker für Peter Kofod |
|      | Pernille Weiss           | 1968 | 2. Juli 2019  | C          | EVP      | |